# UN-SPIDER
UN-SPIDER (на английски: United Nations Platform for Space-Based Information for Disaster Management and Emergency Response – Платформа на ОНН за използване на сателитна информация за предупреждение и борба с природните бедствия и бързо реагиране) – е програма под егидата на UNOOSA (на английски United Nations Office for Outer Space Affairs – офис на ООН за управление на въпросите свързани с космическото пространство), която съдейства за използването на космически технологии при мениджмънт на бедствия и бързо реагиране.

## Сателитни технологии и управление на борбата с бедствията и авариите
Глобалната уязвимост от природни бедствия е вероятно да се увеличи в следващите няколко години, тъй като ефектите от промяната в климата и процесът на деградация на земята се усилват и това при нарастваща земна популация. Земетресения, наводнения, бури и руги природни рискове причиняват масивни разриви в обществото и претоварват националните икономики. Значителни човешки и материални загуби могат да бъдат избегнати при наличието на по-добра информация за рисковете и възникването на бедствия, при по-добра оценка на рисковете, по-добро бързо реагиране и контрол на бедствията. Разпознавайки тази необходимост, Генералната Асамблея на ООН, в своята резолюция 61/110 от 14 декември 2006, призна, че употребата на съществуващите сателитни технологии като астрономически, метеорологични, комуникационни и навигационни сателити могат да играят огромна роля при бедствени ситуации, бързо доставяйки правилна информация при вземането на решения.

## Организация и структура
В своята резолюция 61/110 от 14 декември 2006 Генералната Асамблея на ООН се съгласи да създаде UN-SPIDER като нова програма на ООН със следното обоснование: „Да гарантира, че всички държави и интернационални и регионални организации ще имат достъп до и ще развиват способностите си да използват всички видове сателитна информация с цел подпомагане целия цикъл на борба с бедствията и авариите“. Въз основа на това UN-SPIDER има три основни цели: да служи като портал за достъп до сателитна информация за подпомагане всички етапи от борбата с бедствията и авариите; да служи като мост между службите за борба с бедствията и авариите и космическата общност; и да подпомага развитието на способността за работа със сателитна информация и институционалното посилване на тези способности.
UN-SPIDER има три офиса във Виена, Австрия, в Бон, Германия и в Пекин, Китай.
Офисът на UN-SPIDER във Виена е част от главносто седалище на UNOOSA в сградата на Виенския международен център. Членовете на екипа в този офис се занимават с координация действията на UN-SPIDER като цяло, координация между Регионалните поддържащи центрове, техническа консултативна подкрепа и набиране на средства. Офисът се подпомага и от правителството на Австрия.
Офисът на UN-SPIDER в Бон е основан през 2007 със съдействието на Германското федерално министерство на Икономиката и Енергетиката и Германския аерокосмически център. Офисът в Бон е отговорен за управлението на информация. Целта е да се осигури достъпа до важна информация и да се разпространи до всички заинтересовани страни в сферата на борба с бедствията и бързото реагиране. Това се извършва чрез информационния портал на UN-SPIDER, който се управлява главно от екипа в Бон. Офисът в Бон се заминава също така и с техническа консултативна подкрепа в Латинска Америка и Карибите.
Офисът в Пекин отваря врата на 9 ноември 2010 и се подкрепя от правителството на Китайската Народна Република. Пекинският офис се занимава главно с техническа консултативна подкрепа в Азия и Тихоокеанския регион и с координацията на мрежата от национални фокални точки, изградена от UN-SPIDER.

## Дейности на UN-SPIDER

### Управление на информацията
Придобиването, преработването и трансферът на информация е централен елемент от дейностите на UN-SPIDER. Информационна база за сателитни данни и решения за покрепа на управлението на риска и бедствията са достъпни през информационния портал на UN-SPIDER.
Информационният портал на UN-SPIDER е от централно значение за всички дейности свързани с управлението на информация, извършвано от UN-SPIDER, тъй като предоставя средата и инструментите за разпространяване на всякакъв вид информация. Той работи от юни месец 2009 и бива постоянно подобряван и допълван. Основният инструмент на портала е т.нар. Space Application Matrix – усъвършенствана търсачка за научни работи и казуси, свързани с прилагането на различни космически ресурси във всички фази на борбата с бедствията. Порталът включва още последните новини от сферата на управление на рисковете и бедствията и от космическата общност, информация за семинари, обучения и събития а също така и детайли относно партньорите на UN-SPIDER.
Дейностите на UN-SPIDER свързани с управлението на информация са съспътствани от усилия за увеличаване на осведомеността. Тъй като увеличаването на осведомеността е процес при който нивото на знание на целовата група се повишава, главно чрез промени в нагласата и поведението, от централно значение за успеха е промоцията на употребата на сателитна информация. В рамките на UN-SPIDER увеличаването на осведомеността е замислено като постоянен процесс, който съпровожда, улеснява и подготвя дейности, за достигане на нови таргет групи, за създаване на нови партньорства и при развитието на нови технологии, които предлагат нови възможности за всички засегнати страни. Основните инструменти на UN-SPIDER в този процес са месечните Актуализирани Новини Архив на оригинала от 2012-06-25 в Wayback Machine., излизащият два пъти в годината Вестник Архив на оригинала от 2012-06-25 в Wayback Machine. и информационния портал.

### Достигане на всички заинтересувани страни
Опитът показва, че провеждането на различни дейности целящи целия цикъл на борбата с бедствията обхваща множество агенции от публичния и частен сектор, на различни нива, и се провеждането е най-успешно при наличието на единен и координиран подход. Тези дейности спомагат участието на практикуващи и експерти от сферата на борбата с бедствията и сателитната информация във всички останали дейности на UN-SPIDER с целта да насърчи използването на сателитна информация за подпомагане на целия процес на борба с бедствията и авариите.
Дейностите на UN-SPIDER свързани с достигането на нови заинтересовани страни включват организацията на семинари и срещи с експерти във всички региони, но също и покрепа на събития организирани от партньори. Членове на екипа на UN-SPIDER също така участват в други важни събития по света с цел да повишат осведомеността относно дейностите на организацията и възможностите за използване на сателитна информация при управлението на риска и борбата с бедствията и авариите.

### Техническа консултативна подкрепа
Техническата консултативна покрепа (ТКП) е една от основните дейности на UN-SPIDER програмата на национално ниво. Служи за идентификация на съществуващите способности за използване на сателитна информация, за анализ на институционалните пътища, по които минава информацията за да достигне до практическото приложение при борба с бедствията и за определяне на ограниченията, които възпрепятстват тази информация. ТКП има за цел да даде възможност на страните членки да преодолеят ограниченията чрез международни и регионални сътрудничества, образуването на мрежи включващи регионали институвии и съставянето на планове за борба с бедствията. Мисиите покриват специфични регионални аспекти като транс-гранични проблеми, бързо реагиране, оценка на риска, системи за борба с бедствията основани на геопространствена информация и намаляване на риска от бедствия. Усилията на ТКП обхващат обикновени консултативни телефонни обаждания за улесняване на техническата подкрепа, мисии, обучения и семинари. ТКП е съставена от 3 колони – Технически консултативни мисии, създаване на способности за работа със сателитна информация и улесняване на техническата покрепа.
Техническите консултативни мисии (ТКМ) са инструмент за определяне нуждите на страните членки относно техните способности да използват всички възможности, които сателитната информация предоставя. ТКМ се съставят чрез официално искане от съответното национално правителство и са ръководени от екип от експерти. Екипът се среща с ключови органи свързани с управлението на борбата с бедствията и развитието в правителството, организацията на обединените нации, регионални и международни организации/инициативи и частни предприемачи за да обсъдят основно темата. Мисията прави препоръки за по-добър достъп и употреба на сателитна информация при управлението на рисковете и борбата с бедствията. От 2008 различни мисии са се състояли в страни от Латинска Америка, Карибите, Африка, Азия и в района на Тихия океан. 
UN-SPIDER дефинира създаването на способност за работа със сателитна информация като процес за улесняващ подсилването на компетентността на лица, екипи и органи да използват сателитна информация за да предотвратят, смекчат и реагират ефективно на предизвикатествата предизвикани от природни бедствия и свързаните с тях хуманитарни кризи. Усилията на UN-SPIDER за създаване на способности за работа със сателитна информация включват 4 допълнителни типа дейности: доставка на политически релевантни съвети до институции и правителства относно използването на сателитна информация в цикъла за борба с бедствията, улесняване достъпа до база данни и услуги свързани със сателитна информация, създаване условия за обучение на лица относно достъп и използване на такива бази и улесняване достъпа до инфраструктура, апаратура, компютърни програми и услуги за сателитни приложения. Така дейностите на UN-SPIDER по създаване и укрепване на способностите за работа със сателитна информация едновременно достигат институции, лица и инраструктура. 
При спешни случаи и бедствия, UN-SPIDER предлага техническа подкрепа приемайки ролята на мост свързващ органи отговорни за операциите за борба с бедствията с космически агенции или механизми, които са били създадени от космическата общност като например: Международна харта за космос и големи бедствия. UN-SPIDER също предлага подкрепа чрез активирането на Регионалните Поддържащи Офиси (РПО) и чрез връзки към съответните космически агенции. 

## Мрежата на UN-SPIDER
UN-SPIDER създаде глобална мрежа за да укрепи стратегическите съюзи и партньорства на глобално и регионално ниво. Има два типа мрежи: Регионални Поддържащи Офиси (РПО) и Национални Фокални точки (НФТ).

### Регионални поддържащи офиси (РПО)
Регионалният поддържащ офис е регионален или национален център за експертиза, който е функционира като част от вече съществуваща система на страните членки. Създаването на мрежа от Регионални Поддържащи офиси е съгласувано с решенията взети от Генералната Асамблея на ООН в Резолюция 61/110. UN-SPIDER има 12 Регионални Поддържащи офиса в Алжир, Аржентина, Япония, Колумбия, Унгария, Иран, Нигерия, Пакистан, Кения, Румъния, Украйна, Антилските острови и Панама. Подробна информация относно всички Регионални Поддържащи офиси може да се намери на Информационния Портал на UN-SPIDER Архив на оригинала от 2010-05-25 в Wayback Machine..
Регионалните Поддържащи офиси редовно комуникират и координират действията си с UN-SPIDER, по трите основни области:
- Дейности за достигане на всички заинтересовани страни и увеличаване способността за работа със сателитна информация
- Хоризонтално сътрудничество (практицираща общност, управление на информацията, принос към информационния портал)
- Техническа консултативна подкрепа

### Национални фокални точки
Следвайки определението на Генералната Асамблея на ООН, Национална фокална точка е национална институция, определена от правителството на съответната страна, да репрезентира управлението на борбата с бедствията и общността, която прилага сателитна информация. Някои от тях са например част от космическите агенции или агенциите за гражданска защита. UN-SPIDER комуникира със страните членки чрез тези Национални фокални точки.
Националните фокални точки работят с UN-SPIDER за да постигнат следните цели:
- Насърчаване достъпа и използването на сателитна информация при борбата с бедствията и авариите в съответните страни
- Подсилване на националната политика и планиране на борбата с бедствията и авариите
- Прилагане на различни национални дейности, които включват прилагането на сателитба информация при управлениетп на борбата с бедствията и авариите